# Nermina Mizimovic

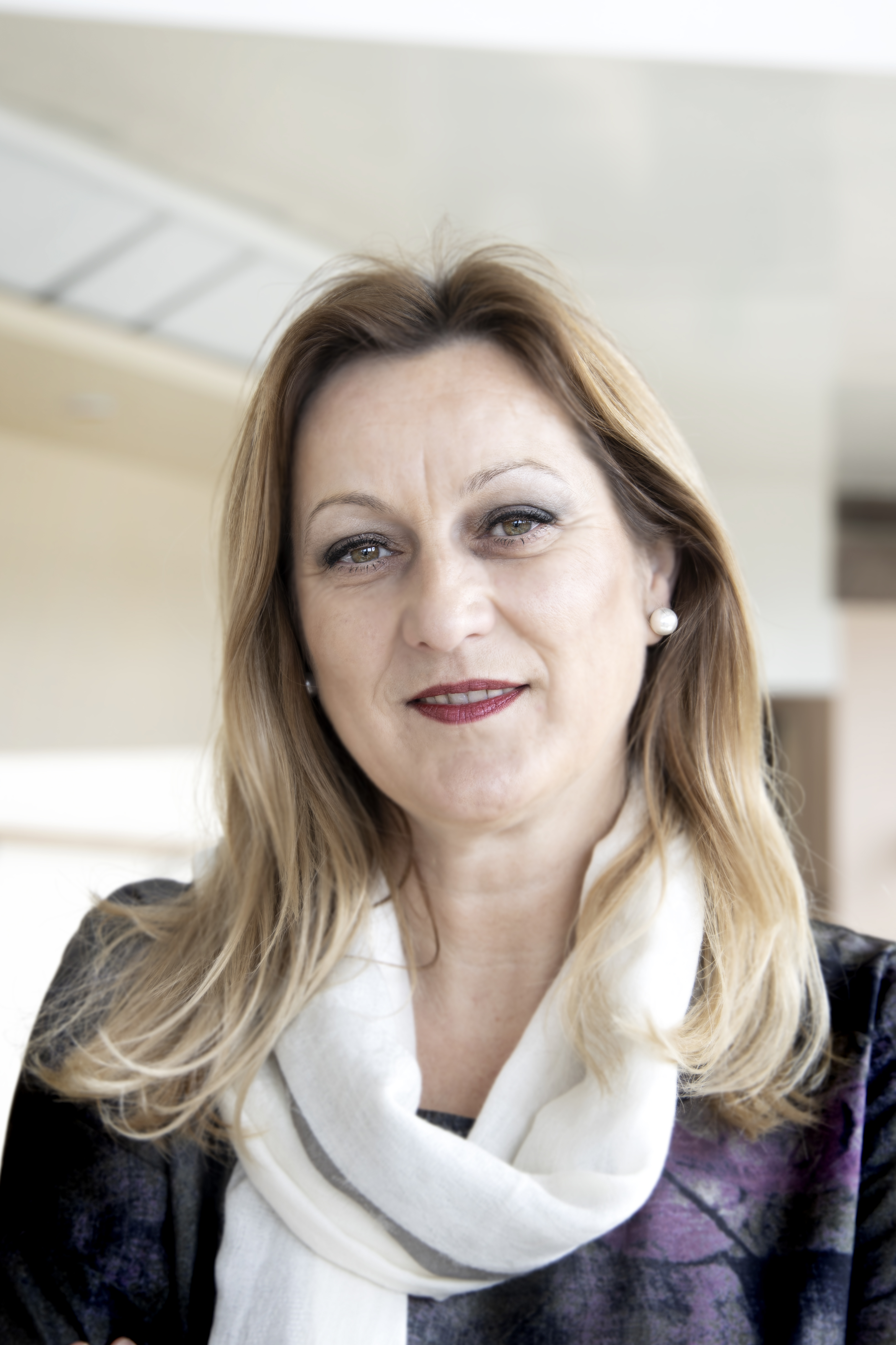
Nermina Mizimovic, 2019.

Nermina Mizimovic, född 14 maj 1973 i Bosnien och Hercegovina i Jugoslavien, är en svensk politiker (socialdemokrat). Hon var tjänstgörande ersättare 22 januari − 22 april 2019 för Laila Naraghi samt tjänstgörande ersättare för Tomas Kronståhl 8 september − 1 december 2020 i Sveriges riksdag. Hon kommer från Hultsfred och tillhör Kalmar läns valkrets.